# 第7回AAAアジア野球選手権大会日本代表
第7回AAAアジア野球選手権大会日本代表は2007年に開催された第7回AAAアジア野球選手権大会に参加した野球日本代表である。

## 概要
本大会から韓国・台湾主導によるルール変更によって使用バットが金属製から木製に変更されたが、日本へは事後報告という形になったことから、日本高等学校野球連盟は「筋が違う」「大会の趣旨から逸脱している」として不参加を決定。このため社会人野球を統括する日本野球連盟が、連盟管轄の企業（高卒1年目の早生まれの選手）、クラブ、専門学校の18歳以下の選手を招集して代表チームを編成した。本チームは全日本アマチュア野球連盟（BFJ）の代表チームと認定され、日本は初めて正式なU-18代表チームを本大会に送ることとなった。ユニフォームもプロや社会人、大学生が着用するタイプとなり、プロや社会人の代表同様に新日本石油（エネオス）がスポンサーとなった。ユニフォームについては高校選抜に戻った第8回大会以降も第11回大会まで継続して使用された。

## 試合結果

### 第1日目（8月25日）
第1戦 （2時間15分）
| チャイニーズタイペイ | 3 - 0 | 日本 |

|                      | 1 | 2 | 3 | 4 | 5 | 6 | 7 | 8 | 9 | R | H | E |
| -------------------- | - | - | - | - | - | - | - | - | - | - | - | - |
| 日本                 | 0 | 0 | 0 | 0 | 0 | 0 | 0 | 0 | 0 | 0 | 0 | 0 |
| チャイニーズタイペイ | 0 | 0 | 0 | 2 | 0 | 0 | 1 | 0 | x | 3 | 6 | 0 |

1. 日：豊田、●尾崎崇、佐藤、須田 - 河内

戦評
日本の開幕戦の相手は優勝候補の台湾（チャイニーズタイペイ）。試合会場には多くの地元台湾ファンが観戦に訪れた。試合は日本代表先発の豊田（和歌山箕島球友会）が力投を見せるも、4回裏に2番手尾崎崇（履正社学園）が台湾にタイムリーを打たれ2点を先制される。台湾打線は7回にも日本の守備の乱れをついて1点を追加。投げては台湾先発が5回を打者16人に対し1四球無安打に抑える完璧なピッチング。2番手もMAX151キロの速球などで日本打線を完全に封じ込め大事な初戦をノーヒットノーランで飾った。

### 第2日目（8月26日）
第2戦 （3時間40分）
| 日本 | 1 - 10 | 韓国 |

|      | 1 | 2 | 3 | 4 | 5 | 6 | 7 | 8 | 9 | R  | H  | E |
| ---- | - | - | - | - | - | - | - | - | - | -- | -- | - |
| 韓国 | 1 | 3 | 2 | 0 | 0 | 3 | 1 | 0 | 0 | 10 | 13 | 0 |
| 日本 | 0 | 0 | 0 | 0 | 1 | 0 | 0 | 0 | x | 1  | 3  | 0 |

1. 日：●須田、田中、豊田、佐藤 - 河内、笹平

戦評
先発の須田（NOMOベースボールクラブ）は立ち上がりに1点を先制されると、2回にはエラーと押し出しなどで3点を失いこの回で降板。その後、2番手田中（サウザンリーフ市原）が3回を3安打2失点で踏ん張るも、6回から登板した3番手豊田（和歌山箕島球友会）が韓国強力打線につかまり3失点。打線は速球派が揃う韓国投手陣に1点に抑えられるも、5回に韓国高校NO．1左腕との呼び声が高い先発投手から佐竹（ウェルネス新潟）がタイムリースリーベースを放つなど、登録選手18人中13人がプロに進むことが決まっている韓国相手に大健闘を見せた。

## 代表メンバー
| 位置       | No. | 氏名       | 所属                           | 年齢 |
| ---------- | --- | ---------- | ------------------------------ | ---- |
| 監督       | 77  | 西正文     | 履正社学園                     | 46歳 |
| コーチ     | 78  | 藤本政男   | 甲賀健康医療専門学校           | 51歳 |
| コーチ     | 79  | 野口広巳   | オール高崎野球倶楽部           | 54歳 |
| トレーナー |     | 和田照茂   | 履正社学園                     |      |
| 投手       | 11  | 須田健太   | NOMOベースボールクラブ         | 18歳 |
| 投手       | 13  | 豊田剛     | 和歌山箕島球友会               | 18歳 |
| 投手       | 14  | 田中洋平   | サウザンリーフ市原             | 18歳 |
| 投手       | 16  | 佐藤紘     | 鶴岡野球クラブ                 | 18歳 |
| 投手       | 18  | 尾崎崇     | 履正社学園                     | 18歳 |
| 投手       | 50  | 尾崎成章   | サウザンリーフ市原             | 17歳 |
| 捕手       | 1   | 笹平拓巳   | 履正社学園                     | 18歳 |
| 捕手       | 22  | 河内和希   | NOMOベースボールクラブ         | 18歳 |
| 捕手       | 27  | 岩部匡良   | JR四国                         | 17歳 |
| 内野手     | 2   | 柏木佑典   | マルユウベースボールクラブ湘南 | 18歳 |
| 内野手     | 6   | 阪田慎太郎 | 八尾ベースボールクラブ         | 16歳 |
| 内野手     | 8   | 小園雄也   | 日産自動車九州                 | 18歳 |
| 内野手     | 9   | 後藤佑太   | ウェルネス新潟                 | 18歳 |
| 内野手     | 24  | 平井貴也   | 八尾ベースボールクラブ         | 17歳 |
| 内野手     | 33  | 石原玄基   | 履正社学園                     | 18歳 |
| 外野手     | 15  | 佐竹由匡   | ウェルネス新潟                 | 18歳 |
| 外野手     | 28  | 東向誠     | JR九州                         | 18歳 |
| 外野手     | 38  | 田中淳     | 札幌倶楽部                     | 17歳 |